# Hospital Universitário Polydoro Ernani de São Thiago
O Hospital Universitário Polydoro Ernani de São Thiago (HU/UFSC) é o hospital universitário da Universidade Federal de Santa Catarina, estando localizado na Cidade Universitária da UFSC, o Campus Reitor João David Ferreira Lima, no bairro Trindade, em Florianópolis. 
O HU, como é mais conhecido, é vinculado à UFSC para fins de ensino, pesquisa e extensão e à Empresa Brasileira de Serviços Hospitalares para fins de coordenação administrativa e de gestão em saúde. É o único hospital federal em Santa Catarina.

## Histórico

### Fundação
As obras do HU, inicialmente chamado Hospital das Clínicas da Faculdade de Medicina, iniciaram em 1964. Falta de recursos e outros problemas acabaram atrasando a obra, que só acaba em 1980, já com o nome de Hospital Universitário, após uma grande luta de alunos, professores e comunidade junto as autoridades. O HU leva o nome do professor Polydoro Ernani de São Thiago, considerado seu fundador, tendo sido um dos que lutaram desde o início pelo hospital e seu primeiro diretor.
O painel "História da Humanidade em Busca da Saúde" do artista Antonio Rosicki, feito em 2011 na parede externa do ambulatório, mostra alguns rostos históricos da área da saúde e também o professor Polydoro.

### Operação Onipresença
Em 2015 a Polícia Federal deflagrou a Operação Onipresença, que investigou médicos suspeitos de assinar a folha ponto no HU e abandonar as emergências para atender em clínicas e hospitais particulares, prejudicando o atendimento. O Ministério Público Federal denunciou 26 médicos do HU nessa ocasião, sendo que a justiça absolveu 24 deles.

### EBSERH

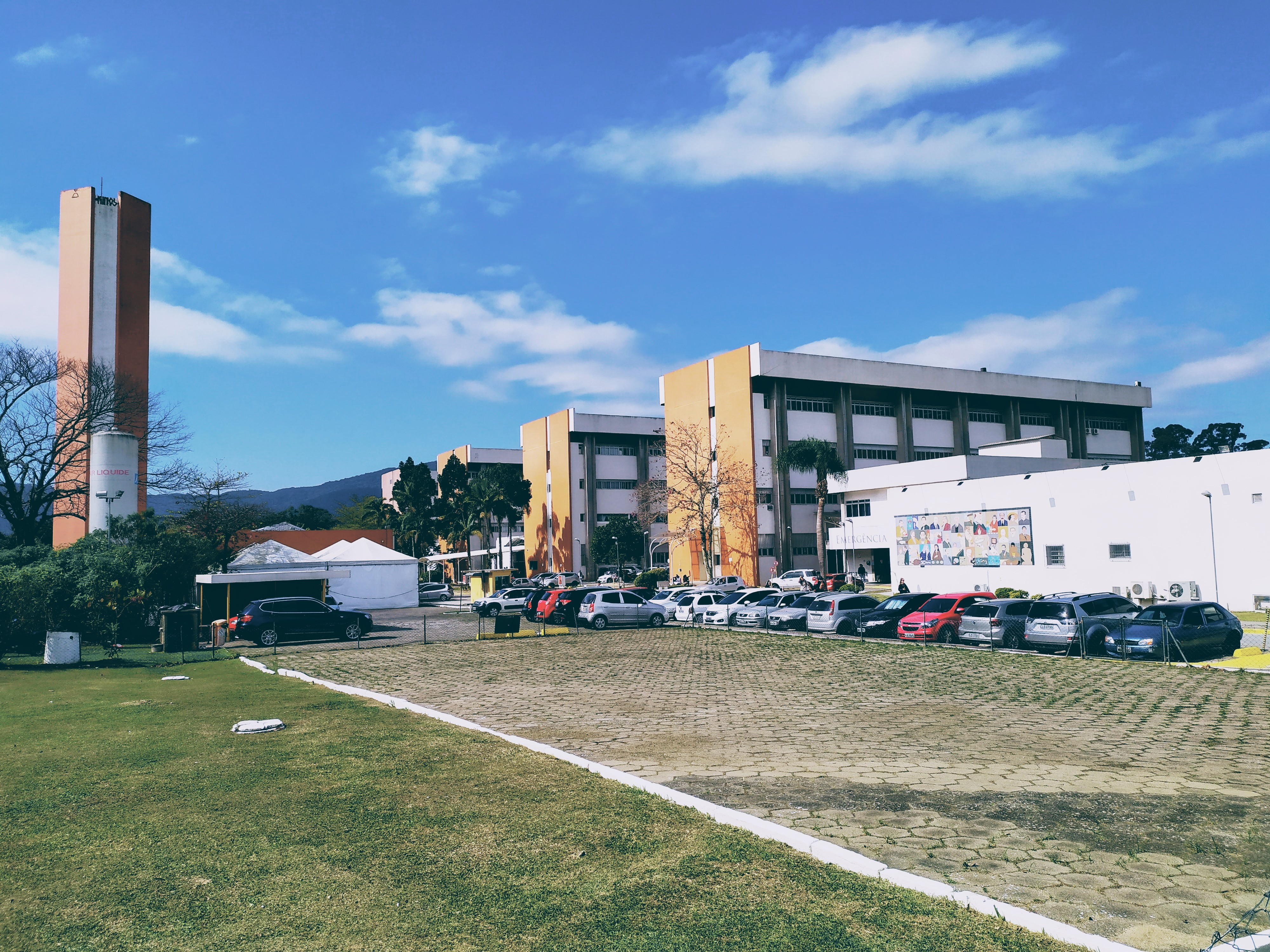
Entrada do hospital, com o heliponto no primeiro plano. A direita, o prédio do ambulatório.

Recentemente, o HU tem tido diversos problemas de lotação e estruturais, além de falta de profissionais. Em março de 2016 a Universidade Federal de Santa Catarina assinou contrato com a Empresa Brasileira de Serviços Hospitalares (EBSERH). A partir da assinatura deste contrato o HU passou a ser administrado em uma ação em conjunta entre a universidade e a EBSERH. O principal objetivo da entrada da empresa é a recuperação da infraestrutura física e tecnológica, assim como a recomposição do quadro de profissionais.
A adesão foi alvo de polêmica, visto que uma consulta popular, meses antes, mostrou que a comunidade universitária não queria a adesão a empresa. As sessões do Conselho Universitário (CUn) sobre o tema eram tensas e uma das últimas foi interrompida por um protesto que pedia para respeitar o plebiscito, visto que a tendência dos conselheiros parecia ser pela aprovação. Devido a esse protesto, a sessão que definiu a adesão foi feita na Academia de Polícia Militar e não na Reitoria, fato que deixou ainda mais polêmica a assinatura do contrato.
Os primeiros anos do contrato não parecem ter resolvido os problemas do HU, que continua sofrendo com a falta de estrutura e pessoal. A EBSERH justifica que teve de dar prioridade para outras unidades que assinaram antes, mas que os problemas serão resolvidos.

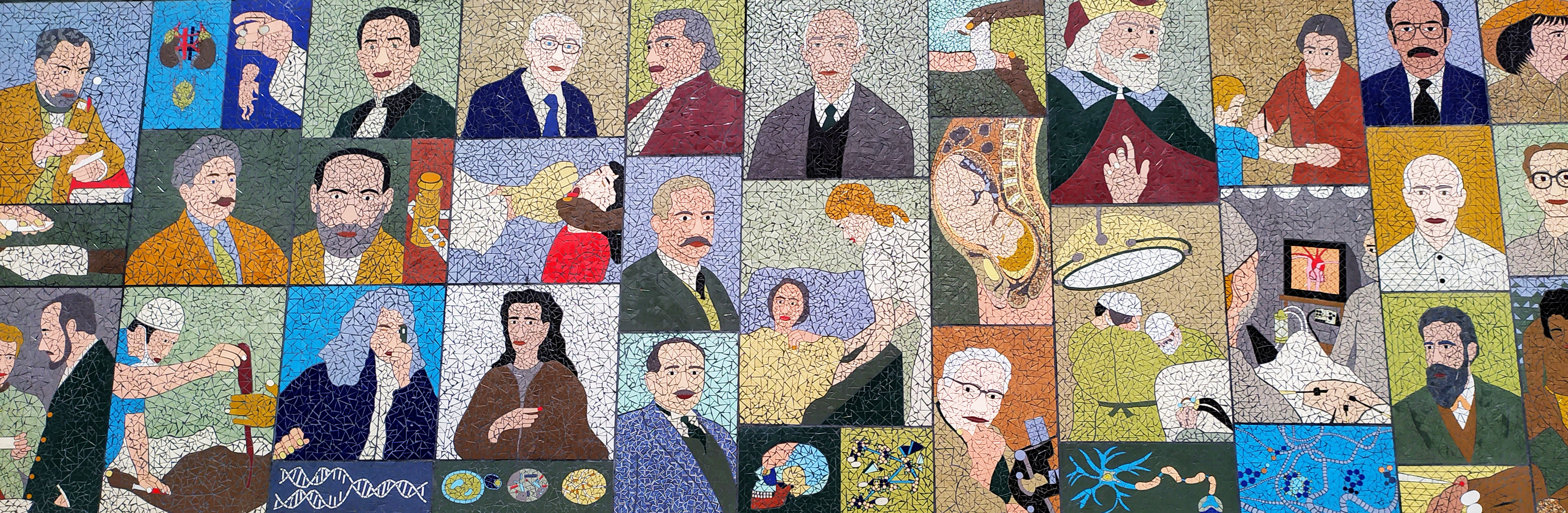
O painel "História da Humanidade em Busca da Saúde" do artista Antonio Rosicki, fica na parede externa do ambulatório, próximo a emergência pediátrica.

## Estrutura
O HU conta com diversas especialidades da medicina, além de um serviço de odontologia hospitalar.
A emergência atende nas áreas pediátrica, ginecológica-obstétrica e adulta. Há também um ambulatório de especialidades, uma maternidade e serviços de média e alta complexidade. O hospital conta com 403 leitos, sendo 354 da Unidade de Internação e 49 da UTI, além das 58 salas de ambulatório, 10 salas para atendimento de emergência, 7 salas do Centro Cirúrgico e 2 salas do Centro Obstétrico.
No ensino, o HU conta com um total de 106 vagas de residência médica.